# Parthenodes briocusalis
Parthenodes briocusalis là một loài bướm đêm trong họ Crambidae.